# Kajmanski otoci
Kajmanski otoci su grupa otoka u Karipskom moru i prekomorski posjed Ujedinjenog Kraljevstva.

## Zemljopis
Otoci su dobili ime po jednoj vrsti guštera koje su Europljani u početku zabunom smatrali kajmanima, potporodicom iz porodice aligatora. Otočna se skupna sastoji od tri otoka: Veliki Kajman, Mali Kajman i Kajman Brac, a leži oko 750 km južno od Miamija na Floridi odnosno oko 300 km sjeverozapadno od Jamajke. Otoci se prostiru na površini od oko 260 km² pri čemu najveći dio od 198 km² otpada na Veliki Kajman. Otoci su zapravo vrhovi podvodnog grebena koji se proteže sve do Kube. Karibi ovdje nude najbolje mogućnosti za ronjenje, rajske plaže i mogućnosti ribolova na otvorenom moru na najvišem nivou.
Sva tri otoka imaju zračne luke.

## Stanovništvo
Oko 90% ukupno 27.000 stanovnika žive na najvećem otoku, Velikom Kajmanu. Stoljeća zajedničkog života na otocima iznjedrila su šaroliko stanovništvo, vrlo ponosno na kvalitetan suživot bez obzira na različito porijeklo pojedinih grupa otočana. Običaji i navike stanovništva još su uvijek pod snažnim utjecajem useljenika iz 18. stoljeća, koji su došli s Britanskih otoka.
Otočani su kršćani.

## Jezik
Na kajmanskim otocima govori se engleski kao nacionalni jezik, 20.000 (2002).. Imigrantski jezici su haitski [hat] i španjolski [spa]

## Povijest
Kolumbovi brodovi su 10. svibnja 1503. skrenuli sa željenog kursa i naišli na ove otoke. Nazvani su "Las Tortugas" po jednoj vrsti kornjača koje su živjele na otocima. Međutim, otoci su naseljeni tek u 17. stoljeću s Jamajke. Kad je veliki susjedni otok postao neovisan, stanovnici Kajmanskih otoka odlučili su drugačije: postali su kolonija britanske krune i dobili guvernera. Od 1962. Kajmanski otoci imaju status krunske kolonije s unutarnjom samoupravom. 

## Gospodarstvo
Kajmanske otoke zovu još i "Karipska Švicarska"; sve svjetske banke imaju ovdje najmanje jednu svoju ispostavu. Taj su status stekli kao područje bez poreza. Kao rezultat takve liberalne fiskalne politike financijsko tržište glavnoga grada George Towna postalo je peto po veličini u svijetu.

## Znamenitosti
Sve znamenitosti George Towna mogu se obići u jednom popodnevu: među njima su zvonik kralja Georgea V., zgrada suda i glavna pošta. Na šetnici uz obalu je Cayman Maritime and Treasure Museum s najrazličitijim izlošcima. U McKeeovom Muzeju izloženi su različiti predmeti izronjeni iz brodova potopljenih u 16. i 17. stoljeću. U blizini je i Kajmanska farma kornjača, jedina te vrste sa zelenim kornjačama. U Bodden Townu, ranijem glavnom gradu, nalazi se sustav podzemnih spilja koje su u 18. stoljeću služile kao piratsko skrovište. 
Ljubitelji prirode ne bi smjeli propustiti odlazak na najmanji otok, Mali kajman. To je jedno od zadnjih nedirnutih mjesta na Karibima, pribježište nesita i kormorana. 
Pored Kajman Braca nalazi se godine 1996. potonuli ruski ratni brod, prekršten u MV Capt. Keith Tibbetts, s 4 topa na palubi. To je jedini ruski ratni brod na zapadnoj polutki do kojeg se može roniti, što dodatno obogaćuje ionako fantastični podvodni svijet Kajman Braca.

### Kupovina
George Town je omiljeno mjesto za bescarinsku kupovinu: skupocjena roba i nakit svih svjetski poznatih marki kao i nakit od mjesnih materijala, kao što su crni koralji, mogu se ovdje kupiti izuzetno povoljno. Neizostavno treba posjetiti draguljarnicu "Black Coral", koja je, kao što i ime kaže, specijalizirana za nakit od crnih koralja kojih ima još samo na Kubi.

## Sport i druge aktivnosti
Veliki je Kajman poznat po svojim izuzetnim koraljnim grebenima koji su od 1978. zakonski zaštićeni. Ovaj predivni podvodni svijet može se posjetiti, osim roneći, i s dvije podmornice. U svakom hotelskom kompleksu na Velikom Kajmanu nude se i druge mogućnosti aktivnog odmora, a ne samo kupanje i sunčanje. Mali Kajman je osobito pogodan za šetnje jer ima nedirnutu prirodu. Posebno privlačan za ronjenje je Kajman Brac, oko 143 km udaljen od Velikog Kajmana. To je ravan otok s jednom liticom visokom 46 m, mnogo spilja i spektakularnim podvodnim svijetom.